# Ermete Zacconi
Ermete Zacconi (ur. 14 września 1857 w Montecchio Emilia, zm. 14 października 1948 w Viareggio) – włoski aktor filmowy i teatralny.
Występował na scenie w głównych rolach w dramatach Szekspira, Goldoniego, de Musseta, Ibsena czy Strindberga.
Laureat Pucharu Volpiego dla najlepszego aktora na 9. MFF w Wenecji za tytułową rolę w filmie Don Buonaparte (1941) w reżyserii Flavia Calzavary.